# Abdij van Sint-Bertinus

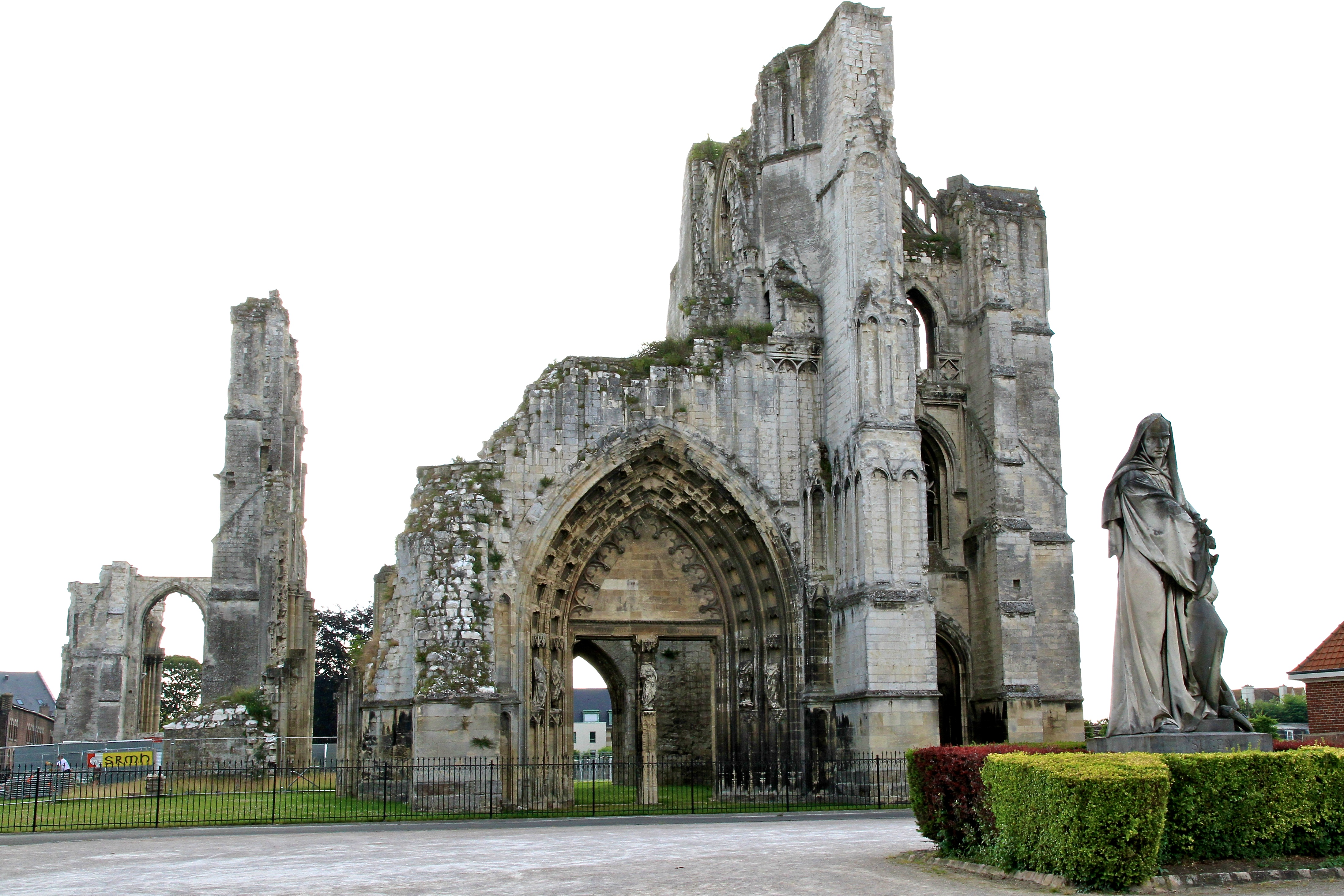
Ruïnes van de Sint-Bertinusabdij met het standbeeld van Suger

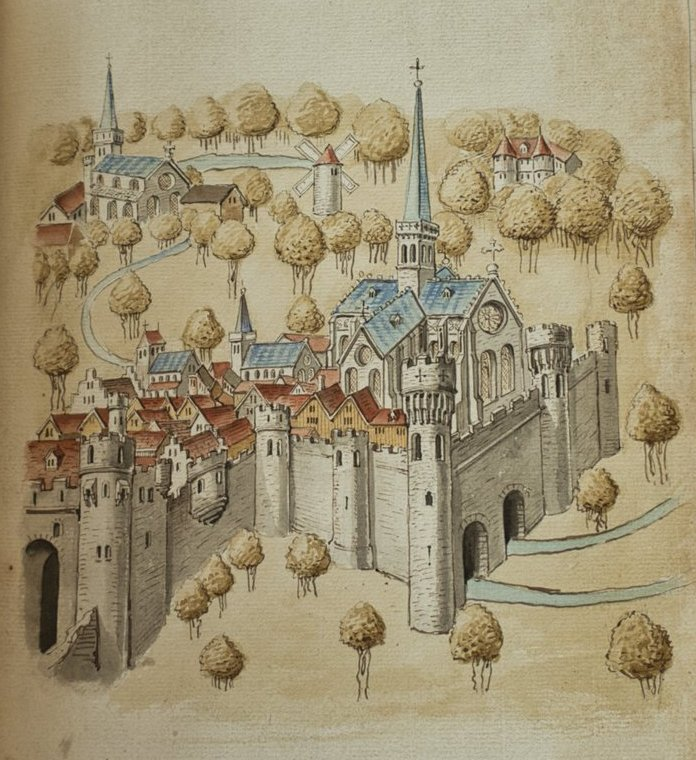
De abdij weergegeven in een manuscript van 1456

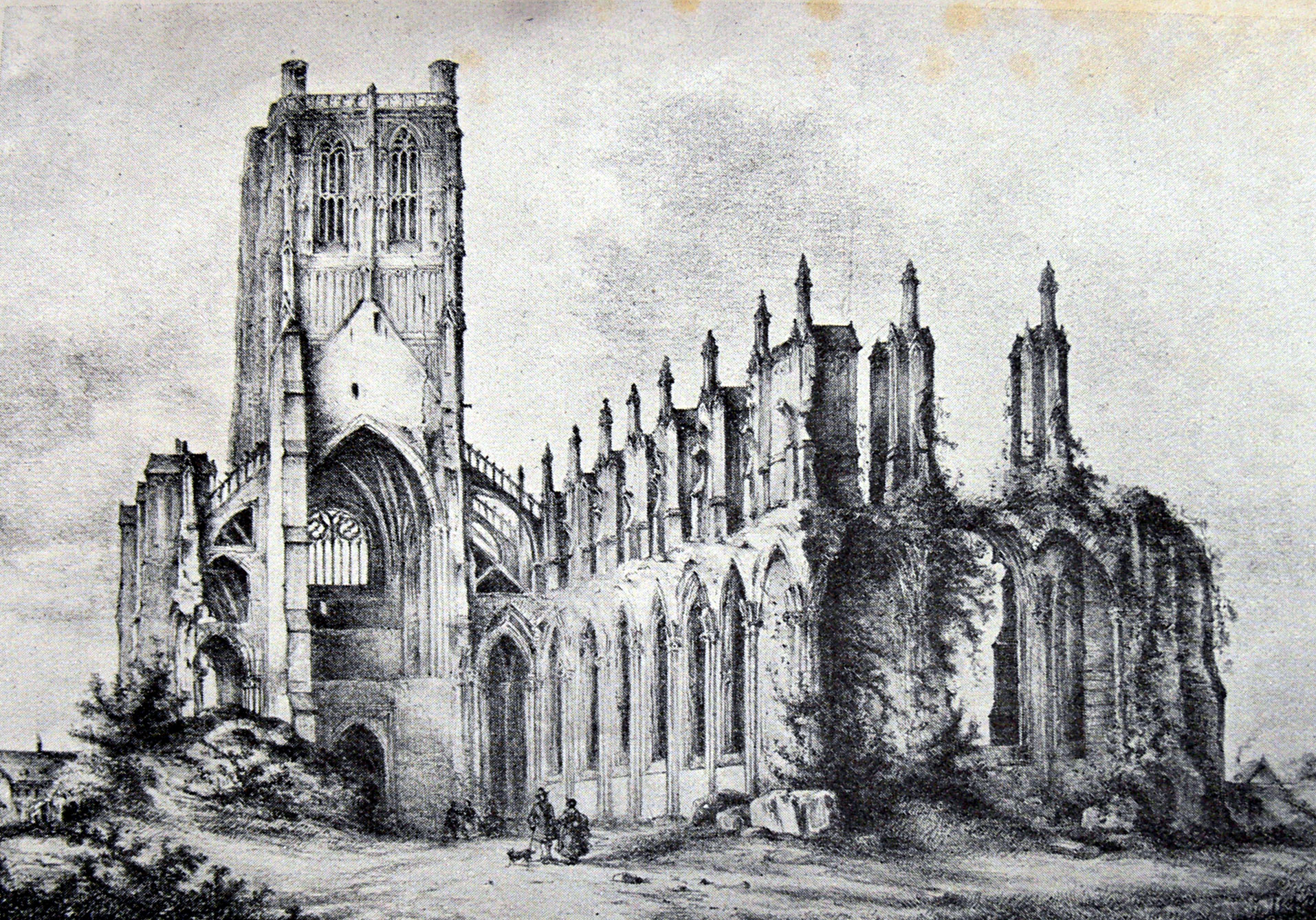
De ruïne van de abdij in 1850

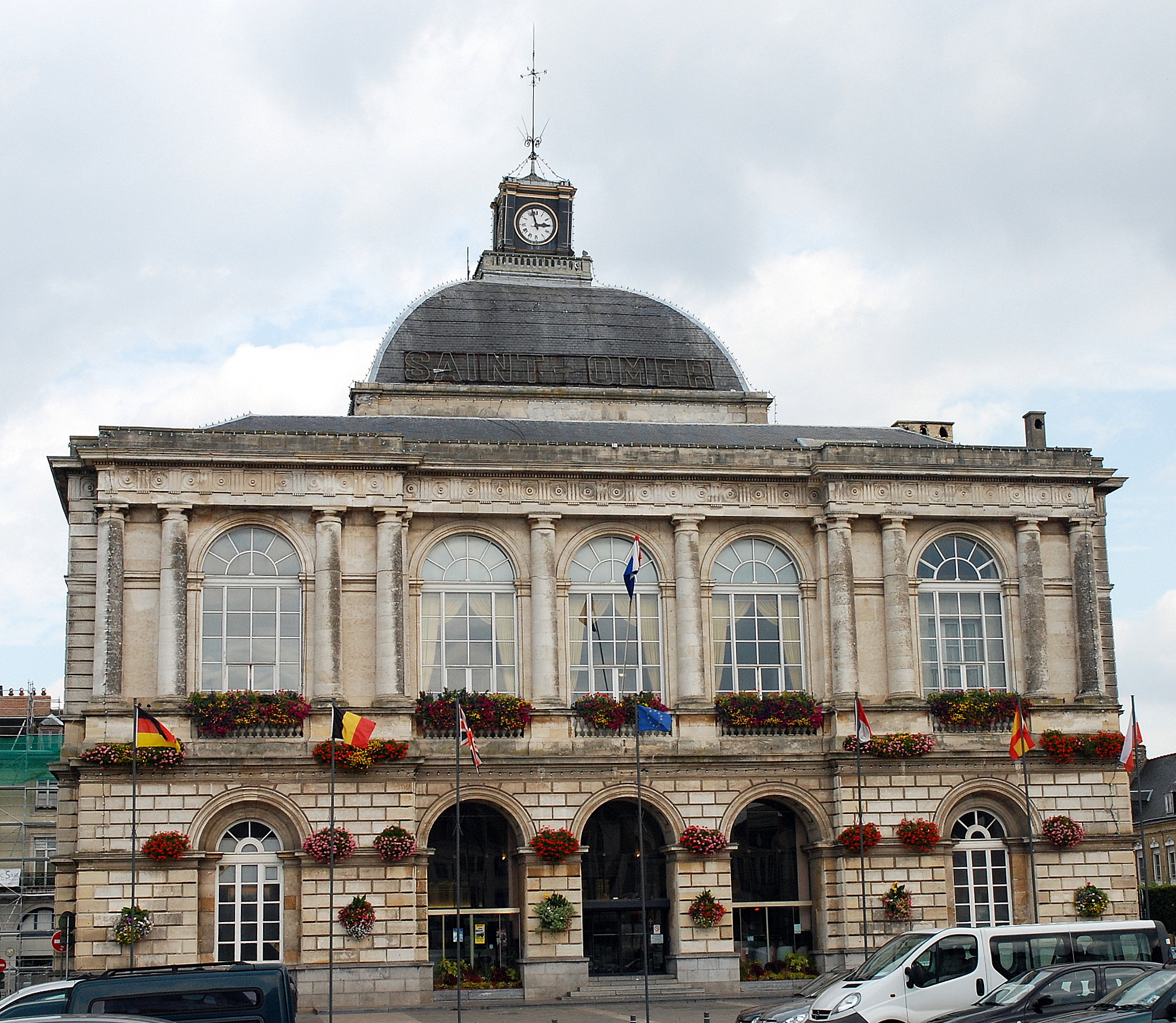
Gemeentehuis van Sint-Omaars

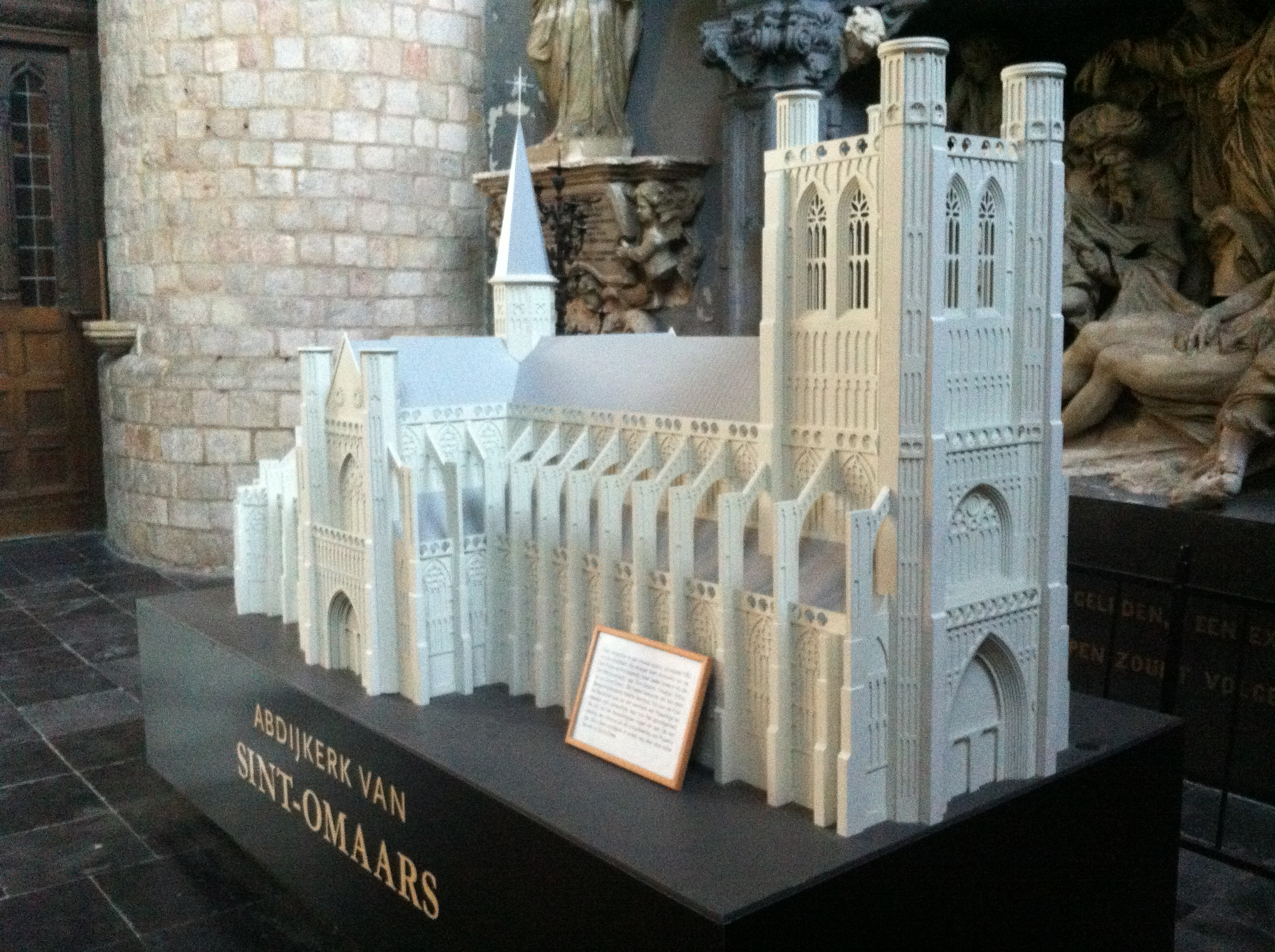
Maquette van de Abdijkerk van Sint-Omaars, vervaardigd door maquettenbouwer Hugo Vandekeere uit Sint-Andries-Brugge

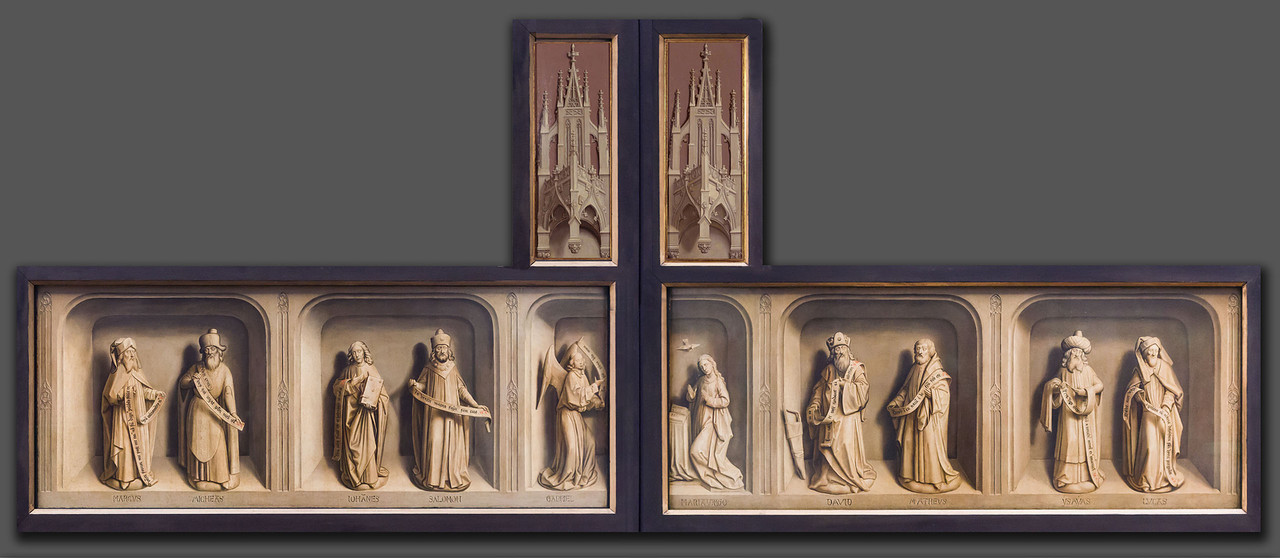
Reconstructie van de vleugels van het Retabel van Saint-Omer in gesloten toestand

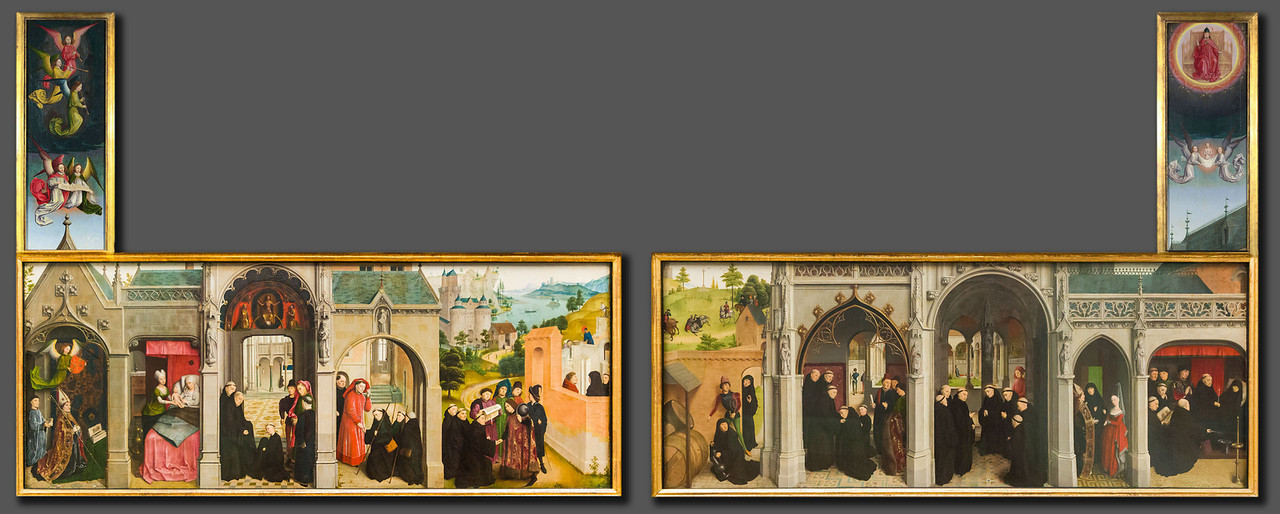
Reconstructie van de vleugels van het Altaarstuk van Sint-Omaars in open toestand

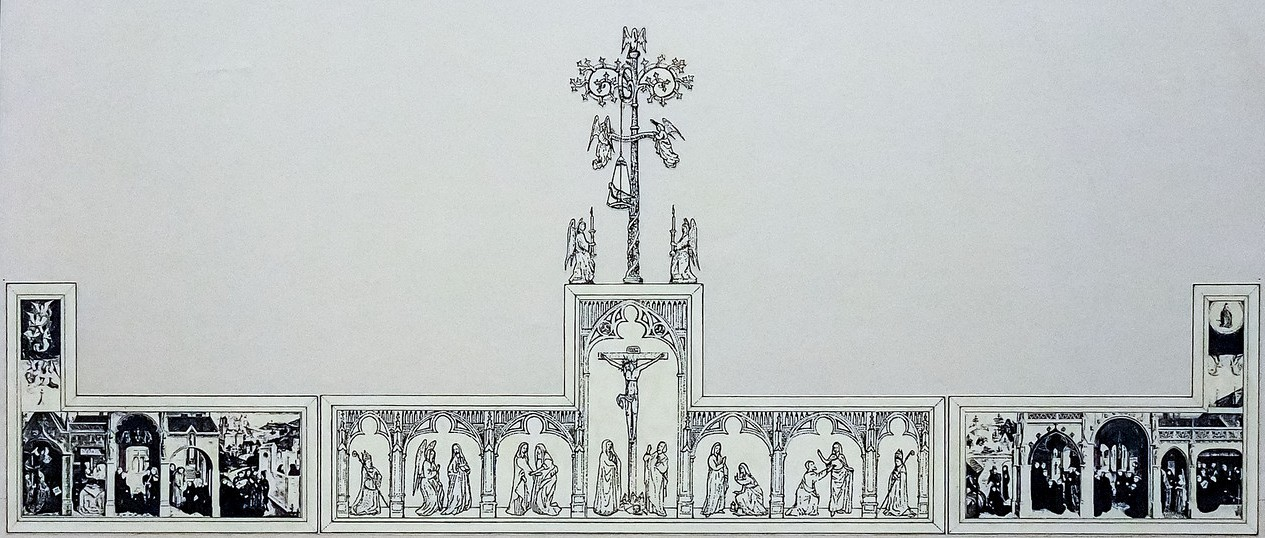
Reconstructie van Simon Marmion, altaarstuk van Sint Bertin.

De Sint-Bertinusabdij of Sint-Bertijnsabdij in het Franse Sint-Omaars, gedeeltelijk als ruïne bewaard, was gewijd aan Sint-Bertinus, de eerste abt van de abdij.

## Abdij van 7de tot 18de eeuw
Het klooster werd gesticht aan de oevers van de Aa in 648 door Omer, de bisschop van Terwaan, die de monniken Bertinus, Mommolinus en Ebertramnus naar de streek stuurde om er de heidenen te bekeren. De abdij, oorspronkelijk met de naam Sint-Pieter (tot in de 12de eeuw) en met een kerk toegewijd aan de heilige Martinus, werd al snel door een honderdtal monniken bevolkt. Ze bestond weldra uit een grotere abdij beneden en een kleinere abdij boven bij de Onze-Lieve-Vrouwkerk. Deze beide vestigingen gingen na een tijd elk hun weg, waarbij de beneden abdij een benedictijnerabdij bleef en de bovenabdij een kanunnikenregel aannam en zich omvormde tot een seculier kanunnikenkapittel. Dit werd later de Onze-Lieve-Vrouwekerk van Sint-Omaars.
De abdij van Sint-Bertinus werd een van de meest invloedrijke kloosters in Noordwest-Europa naast de Abdij van Elnone (later Sint-Amandsabdij genoemd, in Saint-Amand-les-Eaux) en de Abdij van Sint-Vaast.
Reeds in de 9de eeuw had de abdij een priorij in de stad Poperinge, waar de abt de leenheer was. Vanaf de 12de eeuw kwam het patroonsrecht (het recht om de pastoor te benoemen) onder andere in Lissewege, Ruiselede (1106), Steenkerke (bij Veurne) en Bulskamp toe aan de abdij van Sint-Bertinus.
Graaf Willem Clito werd in 1128 in de abdij begraven. Ook enkele andere graven van Vlaanderen vonden er hun laatste rustplaats.
De abdij kende haar grootste bloei vanaf haar ontstaan tot in het midden van de 13de eeuw. Gedurende het ganse ancien régime oefende de abdij een belangrijke economische invloed uit. Vanaf de 9de eeuw was ze pionier in het droogleggen van duizenden hectare moeras.
Ze had uiteraard ook een aanzienlijke culturele en educatieve invloed, die in de loop van de eeuwen stilaan verminderde. De abdij bezat een aanzienlijke bibliotheek. De monniken waren ook kroniekschrijvers. Een belangrijke bron voor de kennis van de 9de eeuw zijn de Annales de Saint-Bertin et de Saint-Vaast. Over de geschiedenis van de eerste eeuwen van de abdij is vrij veel bekend door de kronieken en annalen van bisschop Folcuin van Lobbes (961-962) en abt Simon (eerste helft 12de eeuw) onder de titel Gesta abbatum Sancti Bertini Sithiensium.

## Abten van Sint-Bertinusabdij
Enkele van de abten die de abdij bestuurden:
- Heilige Bertinus († 6 maart 698), eerste abt
- Rigobertus
- Erlefridus
- Erkembodo († 732), vierde abt in 712
- Fridugisus († 834), kanselier van Lodewijk de Vrome en ook abt van Sint-Martinus in Tours. Hij maakte van de abdij van boven een kapittel van seculiere kanunniken, los van de abdij.
- Hugo I († 14 juni 844), bastaardzoon van Karel de Grote en kanselier van Lodewijk de Vrome, abt 836-844
- Hugo II († 12 mei 886), abt 859-862
- Fulco I 18de abt
- Hildouin, 19de abt
- Fulco II, 20ste abt
- Boudewijn II de Kale († 918), Graaf van Vlaanderen en kortstondig lekenabt van de abdij
- Adalhard I († 3 april 864), zoon van Unruoch II van Ternois
- Adalhard II († na 1 juli 874), neef van de vorige Adalhard
- Rudolfus († 1 mei 892), neef van de eerste Adalhard
- Gerardus van Brogne (eerste helft 10de eeuw), voerde op vele plaatsen de regel van Benedictus in
- Odbertus, abt 987-1007, Sint-Bertinus werd een centrum van vroegromaanse kunst.
- Roderic van Sint-Bertijns, abt 1021-1042), hervormer
- Lambertus (*ca. 1060, † 22 juni 1125), abt 1095-1125, Sint-Bertinus sloot zich in de jaren 1099/1101 aan bij de Hervorming van Cluny
- Simon van Gent, abt 1131-1137
- Leo van Sint-Bertinus, abt in 1138
- Simon, abt 1176-1186: verrijkte de abdijkerk met vele kostbaarheden
- Johannes, abt 1186-1230: schenkt onder andere voorrechten aan de inwoners van Poperinge
- Hendricus de Condescure (14de eeuw)
- Jan van Ieper (Iperius), 58ste abt (1365-1383), schreef onder andere de 'Chronicon Sancti Bertini' (of ook Sithiense), kroniek van 590 tot 1294
- Johannes de Griboval, 62ste abt (ca. 1430)
- Willem Fillastre de Jonge, (ca. 1400-1473), 64ste abt
- Antonius de Berghes de Glymes, 67ste abt, († 1531), abt in 1493
- Charles-Joseph De Witte, laatste abt van de abdij voor de Franse Revolutie: wordt in 1791 als 83ste abt uitgedreven op Onze-Lieve-Vrouw-ten-Hemelopneming.

## Voorname bezoekers
De abdij kreeg heel wat illustere bezoekers, onder wie:
- 751: de laatste Merovingische koning Childerik III bracht er opgesloten de laatste maanden van zijn leven door en werd er begraven
- 800: Karel de Grote die er het schoolonderricht kwam inspecteren
- de heilige Anselmus van Canterbury
- de heilige Bernard van Clairvaux
- 1231 en 1259: de heilige koning Lodewijk IX van Frankrijk en zijn moeder Blanca van Castilië
- ca. 1265: de heilige Thomas Becket
- 1395: koning Karel VI van Frankrijk
- 1440, 19 mei: Karel de Stoute (7 jaar oud) trouwt er met Catharina van Valois, 12 jaar oud (1428-1446)
- 1440: Zesde Kapittel van de Orde van het Gulden Vlies
- 1461: Tiende Kapittel van de Orde van het Gulden Vlies
- 1500: (kort voor 1500): Giovanni de' Medici (de latere paus Leo X)
- 1501-1502: Erasmus van Rotterdam
- 1500: Maximiliaan van Oostenrijk
- 1520: keizer Karel V
- 1677: koning Lodewijk XIV van Frankrijk
- 1768: koning Christiaan VII van Denemarken

## Catastrofen
In de eerste eeuwen van haar bestaan heeft de abdij vaak zwaar geleden onder catastrofen, voornamelijk invallen van de Noormannen en branden:
- 860/878/881: abdij geplunderd en in brand gestoken door de Noormannen
- 894: kerk en klooster vernield door een aardbeving
- 1020: hevige brand
- 1031: nieuwe brand
- 1081: grote brand vernielt de volledige abdij
- 1152: de abdij en een gedeelte van Sint-Omaars wordt door brand vernield

## Einde
De abdij bleef bestaan tot de afschaffing in augustus 1791. De 40 nog aanwezige monniken werden verjaagd en de gebouwen werden aanvankelijk gebruikt als hospitaal voor het Franse leger. Op 5 november 1792 begon de ontmanteling. Wat de monniken niet hadden meegenomen werd openbaar geveild (houtwerk, schilderijen, altaren, glasramen, marmer, meubilair, reliekschrijnen, gewijde vaten, tapijten, orgels, ijzerwerk, de klokken van de beiaard, enz). De gebouwen werden verkocht maar bleven gedeeltelijk overeind.
In 1811 kocht het gemeentebestuur de gebouwen terug. Het schip van de kerk stond er nog, maar werd verder gesloopt en met de gerecupereerde bouwmaterialen werden het gemeentehuis van Sint-Omaars, een muziekschool en een slachthuis gebouwd. Vanaf 1840 werden de overgebleven muren en ruïnes als beschermd monument bewaard.
De abdijtoren (58 m) bleef staan maar, onvoldoende geconsolideerd, stortte hij in 1947 in.
Restanten van de abdij zijn nu nog te bezichtigen op een site die als stadspark werd ingericht. In 2007 werd aan een grondige herwaardering van de ruïnes en hun omgeving begonnen.

## Refugehuis in Brugge
De abdij betrok in onrustige tijden een refugehuis in de Noordzandstraat 63 in Brugge, eigendom van het bisdom Brugge. Het werd in 1758 verkocht door bisschop Jan-Robert Caïmo en aangekocht door jonkheer Van Huerne de Schievelde. Het bleef eigendom van zijn zoon Joseph van Huerne (°1752), die er in 1844 stierf.
In 1846 werd de eigendom (2600 m²) aangekocht om er het recent opgerichte Sint-Lodewijkscollege in onder te brengen. In 1974 werden de ondertussen sterk verbouwde gebouwen gesloopt, met uitzondering van twee 17de-eeuwse gevels.